# Turn-Europameisterschaften 1969 (Frauen)

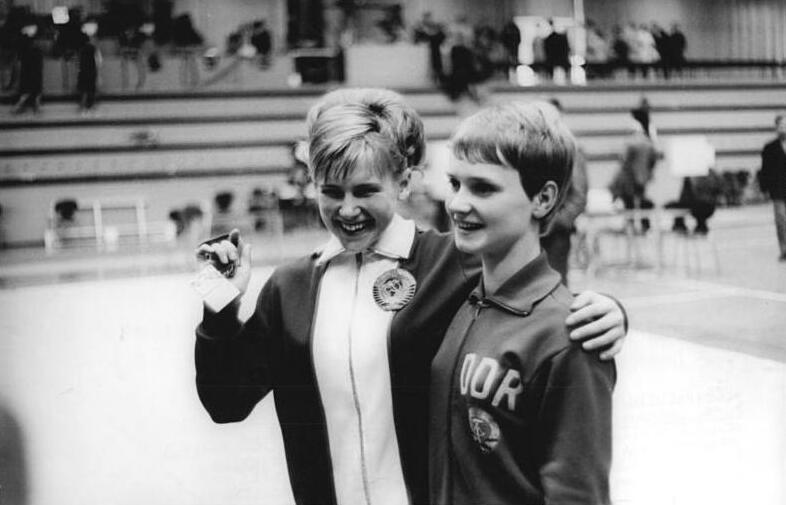
Olga Karasjowa und Karin Janz bei den Europameisterschaften 1969

Die siebten Turn-Europameisterschaften der Frauen fanden 1969 in Landskrona statt. Erfolgreichste Nation wurde die DDR mit insgesamt sieben Medaillen. Karin Janz wurde erste deutsche Europameisterin im Mehrkampf.

## Teilnehmer
| - Belgien - Bulgarien - Dänemark - Deutsche Demokratische Republik - BR Deutschland - Finnland - Frankreich | - Italien - Jugoslawien - Niederlande - Norwegen - Österreich - Polen | - Rumänien - Schweden - Sowjetunion - Ungarn - Vereinigtes Königreich - Tschechoslowakei |

## Ergebnisse

### Mehrkampf
|      |                         |        |
| Rang | Athletin                | Punkte |
| 1    | Karin Janz              | 38.650 |
| 2    | Olga Karasjowa          | 38.100 |
| 3    | Ljudmila Turischtschewa | 37.900 |
| 3    | Erika Zuchold           | 37.900 |

### Gerätefinals
| Rang | Athletin       | Punkte |
| ---- | -------------- | ------ |
| 1    | Karin Janz     | 19.700 |
| 2    | Erika Zuchold  | 19.450 |
| 3    | Olga Karasjowa | 19.400 |

| Rang | Athletin                | Punkte |
| ---- | ----------------------- | ------ |
| 1    | Karin Janz              | 19.650 |
| 2    | Olga Karasjowa          | 19.450 |
| 3    | Ljudmila Turischtschewa | 19.400 |
| 4    | Erika Zuchold           | 19.300 |

| Rang | Athletin                | Punkte |
| ---- | ----------------------- | ------ |
| 1    | Karin Janz              | 19.050 |
| 2    | Olga Karasjowa          | 18.950 |
| 3    | Jindra Košťálová        | 18.750 |
| 4    | Ljudmila Turischtschewa | 18.700 |
| 5    | Erika Zuchold           | 18.500 |

| Rang | Athletin                | Punkte |
| ---- | ----------------------- | ------ |
| 1    | Olga Karasjowa          | 19.450 |
| 2    | Karin Janz              | 19.400 |
| 3    | Ljudmila Turischtschewa | 19.100 |
| 3    | Jindra Košťálová        | 19.100 |
| 5    | Erika Zuchold           | 19.000 |

## Medaillenspiegel
|      |                                 |   |   |   |       |
| Rang | Land                            |   |   |   | total |
| 1    | Deutsche Demokratische Republik | 4 | 2 | 1 | 7     |
| 2    | Sowjetunion                     | 1 | 3 | 4 | 8     |
| 3    | Tschechoslowakei                | - | - | 2 | 2     |